# La materia oscura (serie de televisión)
La materia oscura (en inglés, His Dark Materials) es una serie de televisión de fantasía británica basada en la serie de novelas del mismo nombre de Philip Pullman. Está producida por Bad Wolf y New Line Cinema para BBC One y HBO, siendo esta última la encargada de su distribución internacional.
La serie se estrenó el 3 de noviembre de 2019 en BBC One en el Reino Unido y un día después en HBO en Estados Unidos y el resto del mundo. Antes de emitirse, la serie fue renovada para una segunda temporada que se estrenó el 8 de noviembre en BBC One, y el 16 de noviembre de 2020 en HBO. En diciembre de 2020, fue renovada para una tercera y última temporada de ocho episodios, la cual se estrenó para todo el mundo a partir del 5 de diciembre de 2022 en HBO.

## Premisa
La materia oscura transcurre en un mundo alternativo donde todos los humanos tienen compañeros animales llamados daimonions, que son las manifestaciones del alma humana. La serie sigue la vida de la joven Lyra, que es huérfana y vive con los profesores del Jordan College, Oxford. Al igual que en la novela de Pullman, Lyra descubre un peligroso secreto que involucra a Lord Asriel y Marisa Coulter. En su búsqueda de su amigo desaparecido Roger, Lyra también descubre una serie de secuestros y su vínculo con la misteriosa sustancia llamada Polvo.

## Elenco y personajes

### Principales
- Dafne Keen como Lyra Belacqua/Lyra Silvertongue, una chica que se crio en el Jordan College.
- Amir Wilson como Will Parry, un estudiante de secundaria de Oxford, cuyo padre desapareció hace trece años.
- Ruth Wilson como Marisa Coulter, una exploradora y figura poderosa en el Magisterio, y la madre de Lyra.
- James McAvoy como Lord Asriel Belacqua, un erudito y explorador, y el padre de Lyra. (temporada 1; 3; invitado: temporada 2)
- Anne-Marie Duff como Maggie «Ma» Costa, una mujer giptana que anteriormente cuidaba a Lyra. (temporada 1)
- Clarke Peters como el Maestro del Jordan Collage. (temporada 1)
- James Cosmo como Farder Coram, un anciano giptano y examante de Serafina. (temporada 1)
- Ariyon Bakare como Lord Carlo Boreal, una figura autorizada del Magisterio que cruza entre dos mundos. En el mundo de Will, es conocido como Sir Charles Latrom. (temporadas 1-2)
- Will Keen como el padre Hugh MacPhail, un funcionario del Magisterio.
- Lucian Msamati como John Faa, el señor de los giptanos occidentales. (temporada 1)
- Gary Lewis como Thorold, el asistente de Asriel. (temporadas 1-2)
- Lewin Lloyd como Roger Parslow, un chico de cocina y el mejor amigo de Lyra. (temporada 1; 3)
- Daniel Frogson como Tony Costa, el hijo mayor de Ma Costa. (temporada 1)
- Georgina Campbell como Adele Starminster, una reportera. (temporada 1)
- Lin-Manuel Miranda como Lee Scoresby, un aeronauta. (temporada 1-3)
- Ruta Gedmintas como Serafina Pekkala, una bruja que es reina de un aquelarre en el lago Enera, y la examante de Coram.
- Lia Williams como la Dra. Cooper, una científica del Magisterio que opera en Bolvangar. (temporada 1; 3)
- Nina Sosanya como Elaine Parry, la madre enferma de Will. (temporada 1; invitada temporada 3)
- Jade Anouka como Ruta Skadi, una reina de brujas letona y examante de Lord Asriel. (temporada 2-3)
- Sean Gilder como el padre Graves, un funcionario del Magisterio. (temporada 2)
- Simone Kirby como la Dra. Mary Malone, una física del mundo de Will. (temporada 2-3)
- Andrew Scott como el coronel John Parry, un marino y explorador, y el padre de Will. En el mundo de Lyra, es conocido como Stanislaus Grumman. (temporada 2; invitado: temporada 1 y 3)
- Terence Stamp como Giacomo Paradisi, el portador del Cuchillo Sutil que reside en Cittàgazze. (temporada 2)

### Recurrentes
- Simon Manyonda como Benjamin De Ruyter (temporada 1)
- Geoff Bell como Jack Verhoeven (temporada 1)
- Tyler Howitt como Billy Costa, un niño giptano capturado por los Gobblers y el hijo menor de Ma Costa. (temporada 1)
- Mat Fraser como Raymond Van Geritt (temporada 1)
- Ian Peck como el cardinal Sturrock, el jefe del Magisterio. (temporadas 1-2)
- David Langham como el padre Garret
- Robert Emms como Thomas, un agente que trabaja para Boreal y que espía a la familia de Will. (temporada 1)
- Morfydd Clark como la hermana Clara (temporada 1)
- Frank Bourke como Fra Pavel, un representante y aletiometrista del Tribunal Consistorial de Disciplina.
- Jamie Wilkes como el inspector Walters, "Pale-Faced Man" y un socio de Boreal y Thomas.
- Omid Djalili como el Dr Martin Lanselius, un compañero de Lord Asriel e hijo de una bruja.
- Ray Fearon como el Sr. Hanway, el entrenador de boxeo de la escuela de Will.
- Remmie Milner como Lena Feldt (temporada 2-presente)
- Bella Ramsey como Angelica, una chica que vive en Cittàgazze. (temporada 2-presente)
- Ella Schrey-Yeats como Paola, una chica que vive en Cittàgazze y es la hermana de Angelica. (temporada 2-presente)
- Sasha Frost como Reina Miti (temporada 2-presente)
- Lewis MacDougall como Tullio, un chico que vive en Cittàgazze que robó el Cuchillo Sutil y es el hermano de Angelica y Paola. (temporada 2)

### Invitados
- Ian Gelder como Charles
- Patrick Godfrey como Butler
- Philip Goldacre como Sub-Rector
- Richard Cunningham como Chaplain
- Ruby Llewelyn como Rose
- Mary Fernandez como Esme
- Sandra James-Young como Diane
- Nabil Elouahabi como Bright-Eyed Man
- Harry Melling como Sysselman
- Cameron King como Toby
- Pasi Antero Remsu como un cazador samoyedo
- Kate Rutter como la hermana Betty
- Eva Jazani como Bridget McGinn
- Amit Shah como Dr. Rendal
- Martha Bright como Bella
- Raffiella Chapman como Annie
- Amma Ris como Martha
- Asheq Akhtar como Jotham Santelia
- Cath Whitefield como WPC Jenkins

### Elenco de voz
- Helen McCrory como Stelmaria, daimonion de Lord Asriel.
- Kit Connor como Pantalaimon , daimonion de Lyra.
- Eloise Little como Salcilia, daimonion de Roger.
- Phoebe Scholfield como Alicia, daimonion del Maestro.
- Libby Rodliffe como Lyuba, daimonion de Tony Costa.
- Cristela Alonzo como Hester, daimonion de Lee Scoresby.
- David Suchet como Kaisa, daimonion de Serafina Pekkala.
- Joe Tandberg como Iorek Byrnison (voz y captura de movimiento), un oso acorazado.
- Peter Serafinowicz (voz) y Joi Johannsson (captura de movimiento) como Iofur Raknison, un oso acorazado.
- Phoebe Waller-Bridge como Sayan Kötör, daimonion de John Parry.
- Sope Dirisu como Sergi, daimonion de Ruta Kadi.

## Episodios
| Temporada | Temporada | Libro              | Episodios | Fecha de emisión        | Fecha de emisión        | Fecha de emisión        | Fecha de emisión        |
| Temporada | Temporada | Libro              | Episodios | BBC One                 | BBC One                 | HBO                     | HBO                     |
| Temporada | Temporada | Libro              | Episodios | Primera emisión         | Última emisión          | Primera emisión         | Última emisión          |
| --------- | --------- | ------------------ | --------- | ----------------------- | ----------------------- | ----------------------- | ----------------------- |
|           | 1         | Luces del norte    | 8         | 3 de noviembre de 2019  | 22 de diciembre de 2019 | 4 de noviembre de 2019  | 23 de diciembre de 2019 |
|           | 2         | La daga            | 7         | 8 de noviembre de 2020  | 20 de diciembre de 2020 | 16 de noviembre de 2020 | 28 de diciembre de 2020 |
|           | 3         | El catalejo lacado | 8         | 18 de diciembre de 2022 | 5 de febrero de 2023    | 5 de diciembre de 2022  | 26 de diciembre de 2022 |

### Temporada 1 (2019)
| N.º en serie | N.º en temp. | Título                                        | Dirigido por   | Escrito por | BBC One                 | BBC One    | HBO                     | HBO        |
| N.º en serie | N.º en temp. | Título                                        | Dirigido por   | Escrito por | Fecha de emisión        | Audiencias | Fecha de emisión        | Audiencias |
| --- | ------------ | --------------------------------------------- | -------------- | ----------- | ----------------------- | ---------- | ----------------------- | ---------- |
| 1 | 1            | Lyra's Jordan El Jordan de Lyra (ES)          | Tom Hopper     | Jack Thorne | 3 de noviembre de 2019  | 9 723 000  | 4 de noviembre de 2019  | 424 000    |
| La joven Lyra Belacqua se cría como pupila del Jordan College en Oxford. Sus amigos más cercanos son su daimonion Pantalaimon ("Pan") y un ayudante de cocina llamado Roger Parslow. Lyra admira a su tío, Lord Asriel, que tiene un daimonion leopardo de las nieves llamado Stelmaria, es un explorador polar cuya investigación sobre el polvo y los mundos paralelos es considerada herética por el Magisterio. Lyra salva a Asriel de ser envenenado por el Rector del Jordan College, quien prevé la importancia para el futuro de Lyra a través de un aletiómetro, un instrumento que pertenece a Lord Asriel y uno de los seis que se han fabricado. Después de que Asriel parte en otra expedición al norte, llega Marisa Coulter, también exploradora. Ella se ofrece a ser mentora de Lyra y promete buscar a Roger, quien ha sido secuestrado por los misteriosos "Gobblers": la segunda desaparición reciente de este tipo, después del niño giptano Billy Costa. El Rector le da a Lyra el aletiómetro, diciendo que es un instrumento que muestra la verdad y es para su protección. Debe descubrir cómo usarlo y no decirle a nadie que lo tiene, incluida la Sra. Coulter. Lyra acompaña a la Sra. Coulter a Londres con la esperanza de buscar a Roger. Mientras tanto, los giptanos persiguen a los Gobblers hasta Londres. |              |                                               |                |             |                         |            |                         |            |
| 2 | 2            | The Idea of North La idea del norte (ES)      | Tom Hopper     | Jack Thorne | 10 de noviembre de 2019 | 7 708 000  | 11 de noviembre de 2019 | 369 000    |
| Lyra se instala en el lujoso apartamento londinense de la señora Coulter, segura de que su benefactora está buscando activamente a Roger. El intento de los giptanos por rescatar a los niños desaparecidos fracasa. En Oxford, el Rector del Jordan College niega a Lord Boreal, un misterioso emisario de la Corte Consistorial, el acceso a lo que se cree que es la cabeza decapitada de Stanislaus Grumman que Asriel encontró recientemente en el norte. Boreal viaja a través de una "ventana" a un Oxford alternativo. Contrata a Thomas, un mercenario, para encontrar a Grumman. Lyra empieza a desconfiar del daimonion sin nombre de la Sra. Coulter, un mono dorado que nunca habla, y sus estrechos lazos con el Magisterio. Cuando atrapan a Lyra espiando a la señora Coulter y al Padre MacPhail, el daimonion de la señora Coulter ataca a Pan. La Sra. Coulter, sin darse cuenta, revela que Lord Asriel es el padre de Lyra. La Sra. Coulter visita en secreto a Roger, Billy y los otros niños secuestrados y les dice que se van de aventura al "Norte". Lyra descubre que la Sra. Coulter dirige el Consejo General de Oblación en Londres (GOB). Durante una fiesta en el apartamento de la Sra. Coulter, la periodista Adele Starminster le confirma a Lyra que a los integrantes del Consejo General de Oblación se les conoce como "Gobblers", lo que lleva a Lyra y Pan a huir con el aletiómetro. Boreal luego aplasta al demonio de Adele y la mata. Lyra y Pan son capturados por los Gobblers. |              |                                               |                |             |                         |            |                         |            |
| 3 | 3            | The Spies Los espías (ES)                     | Dawn Shadforth | Jack Thorne | 17 de noviembre de 2019 | 7 216 000  | 18 de noviembre de 2019 | 348 000    |
| Tony Costa y Benjamin rescatan a Lyra de los Gobblers y la llevan al campamento de los giptanos. Lyra acepta su protección y acepta ayudar a encontrar a Roger y a los otros niños desaparecidos proporcionando información sobre un misterioso lugar llamado "La estación". La Sra. Coulter se entera de que Lyra tiene un aletiómetro y envía dos "moscas espía" robóticas para rastrearla. Boreal cruza de regreso al mundo alternativo, donde Thomas le informa que Grumman es un explorador llamado John Parry que tiene esposa e hijo. Boreal contrata a otro hombre para encontrarlos. Ma Costa revela que la señora Coulter es la madre de Lyra. Asriel mató al esposo de la Sra. Coulter cuando trató de vengarse de su aventura. Lyra se mantuvo oculta en Jordan College. Lyra ayuda al Rey Giptano, John Faa, a persuadir a los demás para que viajen al norte y encuentren a los niños cautivos. Tony y Benjamin allanan el apartamento de la Sra. Coulter y encuentran una lista de niños desaparecidos, incluido Billy Costa. Los chicos son descubiertos; Tony escapa por poco, pero Benjamin muere. Lyra puede leer intuitivamente el aletiómetro, que dice que Benjamin está muerto. Ella es atacada por las moscas espía. Farder Coram captura una mosca espía, pero la otra regresa con la Sra. Coulter y le revela la ubicación de Lyra. |              |                                               |                |             |                         |            |                         |            |
| 4 | 4            | Armour Armadura (ES)                          | Otto Bathurst  | Jack Thorne | 24 de noviembre de 2019 | 6 876 000  | 25 de noviembre de 2019 | 396 000    |
| El aeronauta tejano Lee Scoresby y su daimonion Hester viajan a Trollesund en el extremo norte en busca de Iorek Byrnison, un oso acorazado caído en desgracia. Los oficiales del Magisterio de Trollesund le robaron la armadura varios años antes, lo que lo obligó a trabajar como trabajador por contrato. Lyra y los giptanos navegan hasta Trollesund para buscar a los niños secuestrados. Farder Coram contacta a su ex amante, una reina bruja llamada Serafina Pekkala; su daimonion, Kaisa, promete que Serafina ayudará a los giptanos. Aunque el consejo giptano cree que Iorek no es digno de confianza, Lyra y Scoresby solicitan la ayuda de Iorek para encontrar a los niños. Con la ayuda de Lyra, Iorek recupera su armadura encerrada dentro de una iglesia. Iorek y Scoresby se unen a Lyra y los giptanos en su viaje hacia el norte. Mientras tanto, el Cardenal, líder del Magisterio intenta reemplazar a la Sra. Coulter como líder de los Gobblers por el padre MacPhail. Ella se ofrece a entregar a Lord Asriel al Magisterio. Este es prisionero de Iofur Raknison, el Rey de los osos acorazados. A cambio, continuará con sus experimentos y quiere que el aletiómetro revele "¿Quién es Lyra Belacqua?". Viajando al norte, se encuentra con Iofur, ofreciéndole un bautismo e inducción al Magisterio a cambio de trabajar con ella. |              |                                               |                |             |                         |            |                         |            |
| 5 | 5            | The Lost Boy El niño perdido (ES)             | Otto Bathurst  | Jack Thorne | 1 de diciembre de 2019  | 6 688 000  | 2 de diciembre de 2019  | 467 000    |
| Lyra y los giptanos viajan más al norte con Scoresby e Iorek. El aletiómetro le indica a Lyra que vaya a un pueblo de pescadores cercano; Lord Faa le permite ir a regañadientes después de que Iorek acepta llevarla. En un mundo alternativo, Will Parry cuida de su madre enferma mental, Elaine, mientras asiste a la escuela secundaria. Son acechados por Thomas y Boreal, que buscan información sobre el padre de Will, John Parry. Elaine le da a Will las cartas de su padre, explicando su desaparición. Boreal determina que Parry ha estado viajando entre mundos desde su desaparición trece años antes; se pueden encontrar pruebas en la casa de Will. Farder Coram se reúne con Serafina Pekkala para hablar sobre los otros mundos y una guerra que se avecina. Lyra e Iorek llegan al pueblo de pescadores y encuentran a Billy Costa, que ha sido separado de su daimonion. Devuelven a Billy a su familia, pero muere poco después. Un grupo de asalto samoyedo captura a Lyra y la lleva a Bolvangar, la estación experimental de los Gobblers. |              |                                               |                |             |                         |            |                         |            |
| 6 | 6            | The Daemon-Cages La jaula para daemonios (ES) | Euros Lyn      | Jack Thorne | 8 de diciembre de 2019  | 6 357 000  | 9 de diciembre de 2019  | 393 000    |
| Lyra, haciéndose pasar por "Lizzie", encuentra a Roger entre los niños cautivos en Bolvangar. Ella se entera de que los Gobblers están utilizando un procedimiento experimental llamado intersición para separar quirúrgicamente a los niños de sus daimonions. La Sra. Coulter visita a Bolvangar y descubre a Lyra, salvándola de sufrir una intersición. La Sra. Coulter intenta persuadir a Lyra para que se una a ella, alegando que el polvo es la fuente del pecado que afecta a todos los adultos. Ella intenta obtener el aletiómetro de Lyra, pero Lyra la ataca con la mosca espía capturada. Lyra escapa y destruye la máquina de intersición y el generador de la base. Los niños son rescatados por los giptanos, Iorek, Scoresby y Serafina Pekkala, quienes matan a los científicos y mercenarios, aunque la Sra. Coulter escapa. Los giptanos regresan al sur con los niños rescatados, mientras que Lyra y Roger viajan al norte con Scoresby e Iorek en el globo aerostático para rescatar a Lord Asriel cautivo en Svalbard. Sin embargo, espectros de los acantilados parecidos los atacan y Lyra cae de la aeronave. Mientras tanto, Will Parry lee las cartas de su padre mientras Thomas y otro mercenario lo espían. |              |                                               |                |             |                         |            |                         |            |
| 7 | 7            | The Fight to the Death Lucha a muerte (ES)    | Jamie Childs   | Jack Thorne | 15 de diciembre de 2019 | 6 073 000  | 16 de diciembre de 2019 | 485 000    |
| Lyra sobrevive a la caída, pero es capturada por un oso acorazado y llevada al palacio de Iofur Raknison en Svalbard. Ella convence a Iofur de que ella es el daimonion artificial de Iorek, creado por científicos en Bolvangar, y manipula a Iofur para que luche contra Iorek, con ella como premio. Iorek derrota y mata a Iofur, reclamando el lugar que le corresponde como rey oso. Reúne a Lyra con Roger y viajan al laboratorio de Asriel. Mientras tanto, la señora Coulter, el padre MacPhail y los soldados del Magisterium se dirigen a Svalbard para encontrar y matar a Asriel. En otra parte, Scoresby y Hester se han estrellado. Serafina llega y les dice que Lyra necesita ayuda. Lyra, Roger e Iorek llegan a la prisión-laboratorio de Asriel en las montañas Svalbard. Lyra y Asriel se reencuentran, aunque su llegada inicialmente angustia a Asriel. Mientras tanto, Boreal regresa al mundo alternativo y visita a Elaine Parry, quien se resiste a compartir información sobre su esposo. Will y Elaine regresan a casa después de que el mercenario de Boreal irrumpió en la casa. Will lleva a su madre a la casa de un amigo y regresa para recuperar las cartas de su padre. Cuando Thomas y su cómplice regresan, Will mata a Thomas en defensa propia y luego huye. |              |                                               |                |             |                         |            |                         |            |
| 8 | 8            | Betrayal Traición (ES)                        | Jamie Childs   | Jack Thorne | 22 de diciembre de 2019 | 5 865 000  | 23 de diciembre de 2019 | 502 000    |
| En Svalbard, Lord Asriel le informa a Lyra sobre su investigación acerca del polvo y los mundos que existen más allá de la aurora boreal, explicando que el Magisterio teme al polvo como la fuente del pecado original. En el otro mundo, Boreal hace que su mercenario continúe buscando a Will y lo informa a la policía como desaparecido. Más tarde, Asriel lleva a Roger a un punto cerca de la aurora boreal, con la intención de separar su daimonion para crear una ventana hacia otro mundo. Al enterarse de que Roger está en peligro, Lyra, con ayuda de Iorek y los osos acorazados, lo persiguen. La Sra. Coulter y el ejército del Magisterio llegan en aeronaves y atacan a Iorek y sus osos. Lyra no puede salvar a Roger, quien es separado de su daimonion y en consecuencia muere. Su muerte provoca una fuerte liberación de energía y crea un puente hacía otro mundo. Llega la Sra. Coulter y Asriel no logra persuadirla para que lo acompañe y desafíe a la Autoridad. Pan le dice a Lyra que no cree que el polvo sea tan malo como se afirma y que debe protegerse. Lyra cruza la ventana. Mientras tanto, Will, un fugitivo, descubre una ventana que conecta su mundo con uno nuevo y desconocido. |              |                                               |                |             |                         |            |                         |            |

### Temporada 2 (2020)
| N.º en serie | N.º en temp. | Título                                            | Dirigido por  | Escrito por                      | BBC One                 | BBC One    | HBO                     | HBO        |
| N.º en serie | N.º en temp. | Título                                            | Dirigido por  | Escrito por                      | Fecha de emisión        | Audiencias | Fecha de emisión        | Audiencias |
| --- | ------------ | ------------------------------------------------- | ------------- | -------------------------------- | ----------------------- | ---------- | ----------------------- | ---------- |
| 9 | 1            | The City of Magpies La ciudad de las urracas (ES) | Jamie Childs  | Jack Thorne                      | 8 de noviembre de 2020  | 5 660 000  | 16 de noviembre de 2020 | 227 000    |
| Después de atravesar la ventana, Lyra entra en Cittàgazze, la "Ciudad en el Cielo". Conoce a Will Parry, que llegó varios días antes. Will, que nunca ha visto un daimonion, se sobresalta al ver a Pan, un animal parlante. Él y Lyra aprenden que ambos mundos tienen un Oxford y otras similitudes. Los adultos han abandonado la ciudad, mientras que algunos niños que se quedaron atrás advierten sobre espectros fantasmales que absorben las almas de las personas cuando alcanzan la edad adulta. Las brujas se preparan para la guerra y encargan a Lee Scoresby que encuentre a Stanislaus Grumman, un explorador que, según los informes, murió en el norte. A bordo de un submarino, la Sra. Coulter interroga y tortura a una bruja capturada que revela parcialmente una profecía que rodea a una niña. La Sra. Coulter afirma saber que las brujas pueden viajar entre diferentes mundos. Antes de que la bruja revele el nombre vinculado a la profecía, la reina bruja Ruta Skadi llega y la mata a ella y a algunos tripulantes del submarino, luego hiere al Cardenal Sturrock antes de escapar. Mientras tanto, Lyra le pregunta al aletiómetro sobre Will. Más tarde, Will tiene la visión de una daga y se dirige a la Torre de los Ángeles en el centro de la ciudad. |              |                                                   |               |                                  |                         |            |                         |            |
| 10 | 2            | The Cave La cueva (ES)                            | Jamie Childs  | Jack Thorne y Francesca Gardiner | 15 de noviembre de 2020 | 5 027 000  | 23 de noviembre de 2020 | 229 000    |
| En el mundo de Will, él visita a su madre mientras Lyra se dirige a Oxford, donde conoce a Charles Latrom (Lord Boreal). El aletiómetro guía a Lyra hacia Mary Malone, una doctora en física de Oxford que investiga las propiedades de unas partículas de la materia oscura llamadas "sombra" (polvo). Lyra le muestra a Mary el aletiómetro, y Mary a cambio le muestra su investigación que, de manera similar, mediante una computadora le permite comunicarse con el polvo. El cardenal Sturrock muere, dejando al padre MacPhail como posible sucesor. El Dr. Lanselius, el enviado de paz de las brujas, testifica que el ataque de Ruta Skadi fue un acto solitario. Luego es falsamente condenado por espionaje, herejía y traición. Will conoce a sus abuelos paternos que quieren las cartas de su padre. Will se va porque descubre que lo entregarán a la policía. Mary conecta a Lyra a la computadora. Las partículas sombra forman imágenes en la pantalla que Lyra interpreta. Lyra le dice a Will que el aletiómetro le dijo que lo ayudara. La Sra. Coulter insta a McPhail a tomar medidas audaces para aumentar sus posibilidades de ser elegido cardenal. MacPhail luego bombardea los territorios de las brujas, matando a muchas de ellas. Thorold, el asistente encarcelado de Asriel, le dice a la Sra. Coulter que Asriel tenía la intención de sacrificar a Lyra para abrir el otro mundo, pero en su lugar usó a Roger. Cuando MacPhail es elegido cardenal, la Sra. Coulter amenaza con chantajearlo para garantizar su cooperación continua y garantizar su posición dentro del Magisterio. |              |                                                   |               |                                  |                         |            |                         |            |
| 11 | 3            | Theft El robo (ES)                                | Leanne Welham | Jack Thorne y Sarah Quintrell    | 22 de noviembre de 2020 | 4 721 000  | 30 de noviembre de 2020 | 234 000    |
| Las brujas se reúnen para decidir lo que harán como respuesta por la destrucción de su tierra. Una figura misteriosa susurra un mensaje al viento con destino a Lee Scoresby. Lyra regresa a la oficina de Mary Malone, donde el secuaz de Boreal la está esperando, pero ella huye con la ayuda de Mary. Afuera, Charles Latrom (Boreal) le ofrece a Lyra ayuda para escapar en su auto. Después de bajar del auto, descubre que han sustraído el aletiómetro de su mochila. Scoresby nota que su globo ha volado inexplicablemente hacia Yenisei. En esta ciudad, el Dr. Haley, un erudito en astronomía, quien confirma que Grumman está vivo y lo declara hereje. En un intercambio de disparos, Scoresby mata a Haley en defensa propia y posteriormente es arrestado. En Cittàgazze, Will ve a alguien dentro de la torre. La Sra. Coulter llega a Yenisei y descubre a Scoresby encarcelado allí. Scoresby resiste y no revela información sobre el paradero de Lyra, al no conseguir información la Sra. Coulter lo libera, sabiendo que protegerá a Lyra. Mary intenta comunicarse con el polvo. El daimonion de Serefina Pekkala, Kaisa, e Iorek hablan sobre Lyra y la profecía. Lord Boreal devolverá el aletiómetro si Will y Lyra le traen la daga resguardada en la Torre de los Ángeles en Cittàgazze. |              |                                                   |               |                                  |                         |            |                         |            |
| 12 | 4            | Tower of the Angels La torre de los ángeles (ES)  | Leanne Welham | Jack Thorne y Namski Khan        | 29 de noviembre de 2020 | 4 757 000  | 7 de diciembre de 2020  | 264 000    |
| Son narrados los orígenes de la daga sutil y por qué se desataron los espectros. Scoresby encuentra al padre de Will, John Parry, ahora un chamán conocido como Jopari, quien confirma que es Stanislaus Grumman. Jopari afirma que "llamó" a Scoresby y necesita su ayuda para encontrar la daga sutil, llamada Æsahættr, y llevársela a Lord Asriel. Mary rechaza la oferta de Boreal de financiar su investigación y la de Oliver. Lyra y Will suben a la Torre de los Ángeles en Cittàgazze y se encuentran con Giacomo Paradisi, el anciano portador de la daga. Un joven llamado Tullio lo acababa de atacar y robar la daga Sutil. Will recupera la daga, pero su dedo meñique y anular de la mano derecha son mutilados parcialmente durante la lucha; Paradisi proclama que Will es ahora el portador de la daga y le muestra cómo abrir ventanas entre mundos. Después de que Lyra y Will se van con la daga, Paradisi, enfrenta su destino ante los espectros. Al con conseguir la daga, los espectros consumen el alma de Tullio. Scoresby acepta ayudar a Jopari si Lyra queda bajo la protección de la daga sutil. Mary por fin logra comunicarse con el polvo a través de la computadora, averiguando que este es conciencia, proveniente de los ángeles. Lord Boreal lleva a la Sra. Coulter a través de Cittàgazze al Oxford alternativo para encontrar a Lyra. Serafina Pekkala y Ruta Skadi atacan las aeronaves del Magisterio que custodian la ventana que creó Lord Asriel y la atraviesan para buscar a Lyra.                                                                                       |              |                                                   |               |                                  |                         |            |                         |            |
| 13 | 5            | The Scholar El erudito (ES)                       | Leanne Welham | Francesca Gardiner               | 6 de diciembre de 2020  | 4 817 000  | 14 de diciembre de 2020 | 216 000    |
| El ahora cardenal MacPhail afirma que el mortal ataque aéreo de las brujas es una señal de que la Autoridad está castigando al Magisterio por falta de devoción. McPhail luego acusa falsamente al padre Graves, su rival por el cardenalato, de perder la fe y lo arresta. Instruye a su aletiometrista, Fra Pavel, para conocer la ubicación de la Sra. Coulter y lo que busca. La Sra. Coulter y Boreal esperan en la casa de Charles Latrom el arribo de Lyra y Will. Por la tarde la Sra. Coulter visita a Mary Malone y se presenta como la madre de Lyra. Más tarde, la Cueva (la computadora de investigación de Mary) le indica a Mary que debe tomar el papel de la serpiente, viajar a otro mundo y salvar a la niña y al niño, antes de apagarse. Paola y Angélica culpan a Lyra y Will por lo sucedido a su hermano Tullio. Lyra llega a la casa de Charles Latrom con un plan, mientras ella distrae a Boreal, Will abre una ventana desde el mundo de Cittàgazze al sótano de su casa para recuperar el aletiómetro. Lyra se encuentra allí con la Sra. Coulter y Pan ataca brutalmente al daimonion de Coulter. Will, luchando con Boreal, recupera el aletiómetro, luego abre una ventana hacia Cittàgazze y escapa con Lyra. Boreal advierte a la Sra. Coulter sobre los espectros cuando quiere perseguir a Lyra. Mary entra por la ventana a Cittàgazze. |              |                                                   |               |                                  |                         |            |                         |            |
| 14 | 6            | Malice Malicia (ES)                               | Jamie Childs  | Jack Thorne y Lydia Adetunji     | 13 de diciembre de 2020 | 4 782 000  | 21 de diciembre de 2020 | 202 000    |
| Las brujas ven ángeles volando en el cielo. Ruta Skadi cree que se unirán a Lord Asriel en una próxima guerra. Ella los sigue, queriendo encontrar a Asriel para ayudarlo a destruir a la Autoridad. Fra Pavel le informa al cardenal MacPhail que el aletiómetro muestra que la Sra. Coulter está buscando a Lyra, quien aparece en una profecía. Paola, Angélica y otros niños, queriendo vengar a Tullio, atacan a Will y Lyra. Serafina llega y los salva. Las brujas lanzan un hechizo curativo en la mano herida de Will, pero necesitan plantas medicinales más poderosas que crecen en su mundo. Los espectros casi devoran a una bruja, pero Will los repele con la daga sutil. Mary llega a Cittàgazze, sin saberlo protegida por Ángeles. Se encuentra con Paola y Angélica y promete ayudarlas a encontrar a sus adultos. Boreal y la señora Coulter también entran en Cittàgazze en busca de Lyra, Will y la daga sutil. Se encuentran con espectros pero la Sra. Coulter puede controlarlos suprimiendo su humanidad. Ella envenena fatalmente a Boreal, ya que él obstaculiza sus ambiciones. Lee y Parry, que vuelan sobre Cittàgazze, son perseguidos por aeronaves del Magisterio. Parry usa sus poderes de chamán para invocar tormentas y una bandada de pájaros que derriba dos aeronaves, pero una tercera dispara al globo de Lee y lo obliga a aterrizar. |              |                                                   |               |                                  |                         |            |                         |            |
| 15 | 7            | Æsahættr (ES)                                     | Jamie Childs  | Jack Thorne                      | 20 de diciembre de 2020 | 4 696 000  | 28 de diciembre de 2020 | 347 000    |
| Mientras Lyra, Will y las brujas continúan su viaje, Serafina envía a dos brujas como exploradoras. En otra parte, Ruta Skadi escucha a los espectros del acantilado discutiendo sobre una guerra que se avecina y que Lord Asriel no puede ganarla sin la Æsahættr (la daga sutil). En Cittàgazze, la Sra. Coulter captura y luego tortura a una de las brujas, Lena Feldt, para revelar la ubicación de Lyra y la profecía que dice que Lyra será la segunda Eva que traerá una segunda caída del hombre. Después de encontrar el refugio de los adultos, Angélica y Paola se despiden de Mary, quien continúa su camino. Perseguidos por los soldados del Magisterio, Lee insta a Parry a huir mientras él lo cubre. Lee está mortalmente herido y convoca a Serafina con una rama de nube-pino, pero muere antes de que ella llegue. Parry convoca a su hijo, Will, a través de una visión. Reunidos, Parry insta a Will a cumplir su destino como portador de la daga antes de que puedan regresar a casa. Parry recibe un disparo mortal y, antes de morir, le dice a Will que los ángeles lo guiarán hasta Asriel. En un mundo desolado, los Ángeles prometen a Lord Asriel su apoyo en la próxima guerra contra la Autoridad. Will regresa a buscar a Lyra quien fue secuestrada por la Sra. Coulter. En una nave, Coulter jura proteger a Lyra, que parece drogada y confinada dentro de un baúl. En una escena posterior a los créditos, Roger y Lyra se reencuentran en un lugar desconocido. |              |                                                   |               |                                  |                         |            |                         |            |

### Temporada 3 (2022)
| N.º en serie | N.º en temp. | Título                                                | Dirigido por      | Escrito por                  | BBC One                 | BBC One    | HBO                     | HBO        |
| N.º en serie | N.º en temp. | Título                                                | Dirigido por      | Escrito por                  | Fecha de emisión        | Audiencias | Fecha de emisión        | Audiencias |
| --- | ------------ | ----------------------------------------------------- | ----------------- | ---------------------------- | ----------------------- | ---------- | ----------------------- | ---------- |
| 16 | 1            | The Enchanted Sleeper El encantamiento del sueño (ES) | Amit Gupta        | Jack Thorne y Amelia Spencer | 18 de diciembre de 2022 | 4 599 000  | 5 de diciembre de 2022  | 154 000    |
| Después de encontrar refugio en una isla remota, la señora Coulter mantiene a Lyra sedada. Ama, una niña sorda, les proporciona suministros y medicinas. Mientras está inconsciente, Lyra es perseguida por visiones de su difunto amigo, Roger. Mientras tanto, Will se encuentra con Balthamos y Baruch, dos ángeles rebeldes que asumieron forma humana. Quieren que Will le lleve la daga sútil a Lord Asriel. Will se niega a acompañarlos hasta que encuentre a Lyra, por lo que Balthamos acepta a regañadientes acompañarlo. En otro mundo, Lord Asriel rescata a Ogunwe, un líder rebelde que lucha contra el "Templo", uno de los muchos brazos de la Autoridad. Asriel recluta a Ogunwe y su ejército rebelde para su República del Cielo. Mientras tanto, Lyra se despierta y ella y Pan intentan escapar, pero Coulter la vuelve a capturar rápidamente, debido al estado semi-sedado de Lyra. Balthamos y Will se encuentran con Iorek Byrnison. Solicitan su apoyo después de ayudarlo a liberar a un compañero oso de los aldeanos humanos. |              |                                                       |                   |                              |                         |            |                         |            |
| 17 | 2            | The Break La ruptura (ES)                             | Amit Gupta        | Jack Thorne y Amelia Spencer | 24 de diciembre de 2022 | 3 046 000  | 5 de diciembre de 2022  | 154 000    |
| En Ginebra, el cardenal MacPhail supervisa la represión de los disidentes. Fra Pavel consulta su aletiómetro y determina que la Sra. Coulter está escondiendo a Lyra en una isla en el "Mar de Alemania". MacPhail le ordena al padre Gómez que encuentre y mate a Lyra. MacPhail considera a Lyra como la nueva "Eva" que traerá el pecado a todos los mundos. Mientras tanto, Alarbus, un ángel leal a la Autoridad, asesina a Baruch. Después de que ambos Ángeles chocan contra el campamento de Lord Asriel, Asriel encarcela e interroga a Alarbus, quien revela que la Autoridad planea destruir el polvo para subyugar a todos los mundos. Asriel encarga al espía gallivespiano, el comandante Roke, y a su agente, Salmakia, que espíen al Magisterio. En el mundo de Ogunwe, La Dra. Mary Malone se encuentra con dos niñas que se quedaron solas porque su padre fue a luchar contra el Templo. Usando la daga sutil, Will y el comandante Roke llegan a la isla donde se encuentran Lyra y la Sra. Coulter, con ayuda de Ama, rescatan a Lyra, aunque Will rompe la daga porque la señora Coulter le recuerda a su madre. Will, Lyra, Balthamos y la agente Salmakia escapan del equipo de ataque del padre Gómez y huyen a otro mundo. Poco después, Asriel llega a la isla y captura a la Sra. Coulter con el Artefacto de Intención. |              |                                                       |                   |                              |                         |            |                         |            |
| 18 | 3            | The Intention Craft El artefacto de intención (ES)    | Charles Martin    | Jack Thorne                  | 1 de enero de 2023      | 3 338 000  | 12 de diciembre de 2022 | 132 000    |
| El sueño de Lyra sobre Roger concluye y decide viajar a la Tierra de los Muertos para rescatarlo. Will desea obedecer el último deseo de su padre, llevar la daga sutil a Lord Asriel, lo que los lleva a discutir. Will y Lyra le piden a Iorek que repare el cuchillo. Iorek se muestra reacio, pero está de acuerdo, y el proceso requiere que Will disipe las dudas sobre sus acciones. Will logra visualizar a Lyra y, con el cuchillo reparado, acepta viajar con ella a la Tierra de los Muertos antes de buscar a Asriel. Will entra en el mundo del sueño de Lyra y siguen las figuras que encuentran allí, ignorando la cautela de Pan. Mientras tanto, las fuerzas de Asriel aceptan trabajar con la capturada Sra. Coulter. Se le da la libertad del campamento, aunque afirma falsamente que no sabe nada sobre la daga sutil o su portador, Will. Asriel descubre su engaño y le muestra al ángel capturado Alarbus como prueba de la corrupción de la Autoridad. Combinando la tecnología desarrollada para la intersición con su dispositivo para viajar entre mundos, Asriel corta a Alarbus en pedazos y lo envía al regente de la Autoridad, Metatron, como advertencia. La Sra. Coulter se escabulle y escapa en el artefacto de intención de Asriel. En otra parte, Mary continúa su viaje, mientras que el cardenal MacPhail emplea a la Dra. Cooper, quien fuera la jefa científica en La estación. |              |                                                       |                   |                              |                         |            |                         |            |
| 19 | 4            | Lyra and her Death Lyra y su muerte (ES)              | Charles Martin    | Jack Thorne                  | 8 de enero de 2023      | 3 308 000  | 12 de diciembre de 2022 | 132 000    |
| En la Tierra de los Muertos, Lyra y Will son enviados a un área donde los humanos esperan su turno para cruzar al destino de los muertos. Allí aprenden que toda persona tiene una "Muerte", una figura que le acompaña invisible durante toda la vida hasta que llega el momento de morir. Aunque Will y Pan sugieren regresar, Lyra convoca a su Muerte, quien accede a llevarlos al puerto donde los seres muertos se cruzan. El barquero niega el paso a Pan, diciendo que los daimonios no pueden entrar en la Tierra de los Muertos. Lyra y Will cruzan mientras Pan y el daimonion aún invisible de Will se quedan atrás. La Sra. Coulter regresa al Magisterio. Afirmando seguir siendo leal, Coulter intenta convencer a MacPhail de que puede proteger a Lyra de la tentación. El comandante Roke, que se escondió en el artefacto de intención, ayuda a Coulter a encontrar el laboratorio de la Dra. Cooper, donde está fabricando una bomba direccional. Roke ataca a Cooper y toma el mechón de cabello de Lyra que guiará la bomba hacia ella. La Sra. Coulter quema el cabello, luego intenta escapar pero es recapturada. MacPhail, que retuvo parte del cabello de Lyra, dice que separará a la Sra. Coulter de su daimonion, usará la energía liberada para activar la bomba y asesinar a Lyra. En un mundo nuevo, Mary se encuentra con un gran mamífero cuadrúpedo que le trae comida y parece comunicarse. |              |                                                       |                   |                              |                         |            |                         |            |
| 20 | 5            | No Way Out Sin salida (ES)                            | Weronika Tofilska | Amelia Spencer               | 15 de enero de 2023     | 3 028 000  | 19 de diciembre de 2022 | 162 000    |
| Los ángeles guían a Mary a un mundo inexplorado donde se hace amiga de los Mulefa, mamíferos cuadrúpedos sensibles. Ella comienza a aprender su idioma. Mientras tanto, el barquero lleva a Lyra y Will a través del canal a la Tierra de los Muertos. Encuentran a Roger y Lee Scoresby entre los habitantes fallecidos. El Magisterio engañó a muchos haciéndoles creer que entrarían al Cielo, pero en cambio están eternamente atrapados en el Purgatorio. Las arpías acosan a los muertos, pero Lyra les dice a todos que recuerden el mundo de los vivos, ya que los protegerá. Will intenta hacer una ventana desde el Purgatorio, pero la daga sutil no funciona a tal profundidad; deben partir hacia un terreno más alto. Mientras tanto, Mary improvisa un catalejo cubriendo piezas de ámbar con aceite de vaina de semilla. A través de él, ve una corriende polvo escapando del mundo de los Mulefa, matándolo lentamente. MacPhail y la Dra. Cooper preparan a la Sra. Coulter para la intersición que desatará la bomba. Sin embargo, la Dra. Cooper se siente culpable y detiene la operación. MacPhail mata a la Dra. Cooper y al Comandante Roke mientras el daimonion de la Sra. Coulter la libera del dispositivo. MacPhail, dispuesto a sacrificarse, toma el lugar de la Sra. Coulter, pero ella desactiva el mecanismo antes de que detone la bomba. Cuando Alarbus le dice al Regente Metatron que Will es el nuevo portador de la daga, Metatron interviene y activa el mecanismo, matando a MacPhail. La bomba detona en la Tierra de los Muertos. |              |                                                       |                   |                              |                         |            |                         |            |
| 21 | 6            | The Abyss El abismo (ES)                              | Amit Gupta        | Francesca Gardiner           | 22 de enero de 2023     | 2 932 000  | 19 de diciembre de 2022 | 162 000    |
| Will y Lyra sobreviven a la bomba, pero la explosión crea abismos en múltiples mundos. La Sra. Coulter escapa de Ginebra y regresa con Lord Asriel. Coulter, angustiada, cree que Lyra murió en la explosión. La reina bruja Ruta Skadi, que está trabajando con Asriel, muere cuando su daimonion Sergi es arrastrado al abismo y perece convertido en polvo. Asriel se da cuenta de que los ángeles también pueden morir de esta manera. Iorek Byrnison confronta a Asriel sobre las consecuencias de su rebelión contra la Autoridad. También le dice a Asriel que Lyra está viva en la Tierra de los Muertos. Mientras tanto, Lyra y Will persuaden a las Arpías para que permitan que todos abandonen el Purgatorio, a cambio cada muerto compartirá la historia de su vida alimentando a las arpías. Will se reencuentra con su padre, John Parry, quien dice que Will y Lyra están destinados a servir como los nuevos Adán y Eva que marcarán el comienzo de una nueva República del Cielo. Lyra y Will llevan a los demás al punto más alto del Purgatorio donde Will abre una ventana, permitiendo que los muertos se vayan. Lyra y Will se despiden de Roger, Lee Scoresby y John Parry, quienes junto con los muertos pasan por la ventana y se disuelven con alegría, sus átomos se vuelven uno con el universo. Las acciones de Lyra y Will provocan la ira de Metatron, lo que lleva a Asriel y Coulter a prepararse para su enfrentamiento con el Regente. |              |                                                       |                   |                              |                         |            |                         |            |
| 22 | 7            | The Clouded Mountain La Montaña Nublada (ES)          | Amit Gupta        | Francesca Gardiner           | 29 de enero de 2023     | 3 002 000  | 26 de diciembre de 2022 |            |
| Metatron y su ejército de ángeles convergen sobre el campamento rebelde de Lord Asriel en una ciudad flotante conocida como la "Nube". Asriel lidera las fuerzas de la República del Cielo, incluidas las brujas, los ángeles rebeldes y los soldados de Ogunwe contra la legión de ángeles y espectros de Metatron. Los espectros pululan por el campamento rebelde, absorbiendo las almas de muchos combatientes. La Sra. Coulter utiliza su habilidad mental para repelerlos. Cuando Will y Lyra abren una ventana hacia el campo de batalla, Serafina Pekkala siente su llegada, y ella y otras brujas buscan a los daimonios de los dos adolescentes para reunirlos. Los soldados de Ogunwe se encuentran con Lyra y Will y los escoltan de regreso al campamento después de defenderse de los espectros del acantilado. Metatron convoca a la Sra. Coulter y Asriel a la Nube, donde se revela como un ex mortal llamado Enoch que se volvió divino. La Sra. Coulter finge lealtad a Metatron mientras Metatron derrota a Asriel en combate físico. Mientras el daimonion mono dorado de Coulter activa la bomba debajo de la Nube, Stelmaria, el daimonion de Asriel, lo ayuda a él y a Coulter a llevar a Metatron al abismo, matándolos a todos. El daimonion de Coulter se acerca a Lyra antes de disolverse. Mientras las fuerzas de Asriel celebran su victoria, Lyra y Will descubren una prisión de cristal que cayó de la Nube. Will lo abre y un antiguo ángel muere de inmediato. Habiendo enviado a sus daimonios al mundo de los Mulefa para su resguardo, Will y Lyra los siguen allí. |              |                                                       |                   |                              |                         |            |                         |            |
| 23 | 8            | The Botanic Garden El jardín botánico (ES)            | Harry Wooltliff   | Francesca Gardiner           | 5 de febrero de 2023    | 2 895 000  | 26 de diciembre de 2022 |            |
| Balthamos se enfrenta al padre Gómez mientras acecha a Lyra en el mundo de los Mulefa. Balthamos aplasta fatalmente al daimonion insecto de Gómez, pero su veneno lo mata. Un Mulefa lleva a Will y Lyra con Mary, quien les explica sobre la naturaleza del polvo y su relación con el mundo de los Mulefa. Durante la noche, Mary revela que dejó de ser monja para experimentar la vida y el amor más allá de la religión. Cuando Will y Lyra se dan cuenta de que están enamorados, cae una lluvia de polvo que restaura todos los mundos. Serafina Pekkala llega e insta a Pan y Kirjava (el daimonion de Will) a encontrar a sus humanos. Xaphania, el ángel que se comunicó con Mary en su laboratorio, le dice que su papel como serpiente está completo. Xaphania hace saber que todas las ventanas entre los mundos, excepto la de la Tierra de los Muertos, deben cerrarse para evitar que se escape el polvo y se formen más espectros. Sabiendo que ninguno de los dos puede sobrevivir a largo plazo en un mundo alternativo, Lyra y Will tristemente acuerdan separarse y prometen reunirse en el más allá. Buscando orientación, Lyra descubre que el aletiómetro ya no funciona porque ha madurado. El grupo regresa al mundo de Lyra. Antes de que Mary parta hacia su Oxford, Serafina la ayuda a ver su propio daimonion. Lyra y Will se despiden antes de que Will cierre permanentemente la ventana entre ellos. Como prometió, rompe la daga Sutil para que los Ángeles puedan sellar las aberturas que los portadores anteriores nunca cerraron. Lyra regresa al Jordan College mientras Will se reúne con su madre. Cada verano en sus respectivos mundos, el mismo día que se separaron, Lyra y Will se sientan en un banco en el Jardín Botánico de Oxford para recordarse. Una posdata revela que Will se convierte en médico y Lyra estudia para aprender a leer el aletiómetro. Podría haber nuevas aventuras para Lyra y Pan |              |                                                       |                   |                              |                         |            |                         |            |

## Producción

### Desarrollo
Las tres novelas de La materia oscura, escritas por Philip Pullman entre 1995 y 2000, tuvieron éxito en la ficción para jóvenes adultos, lo que llevó al desarrollo de una película de 2007, La brújula dorada. La película recibió críticas de los fanáticos de la trilogía por la dilución de elementos de la historia que criticaban la religión, así como de algunas organizaciones religiosas por los temas antirreligiosos del material de origen. Cuando se estrenó la película, las secuelas que habrían adaptado las otras dos novelas de la serie se hicieron improbables debido a la reacción negativa de los grupos religiosos y la decepcionante recepción de la película, según Pullman. 
Los derechos regresaron a Pullman en los siguientes años debido a su no desarrollo. En ese momento, Pullman se dejó llevar por la idea de darle otra oportunidad, y con el inicio de las adaptaciones de televisión de fantasía, creía que este era un mejor método para presentar la serie. En noviembre de 2015, BBC One anunció que había encargado una adaptación de televisión de La materia oscura, que sería producida por Bad Wolf y New Line Cinema. La adaptación en ocho partes tenía una fecha de estreno prevista en 2017, sin embargo, en abril de 2017, el escritor Jack Thorne dijo a Radio Times que la serie aún estaba en preproducción. Dijo: «Es en un punto emocionante donde estamos probando cosas nuevas e intentando averiguar qué funciona y qué no», y que quería asegurarse de que fueran leales a los libros. Thorne es conocido por escribir el guion de la obra Harry Potter y el legado maldito. En una entrevista, el director Otto Bathurst dijo que habrá algunos cambios en la serie en comparación con el libro y la adaptación cinematográfica. Dijo que le están dando un pequeño giro y que lo están modernizando para que se aparte de la fantasía victoriana original.
El 14 de diciembre de 2018, se anunció en Twitter que la filmación de la primera temporada había terminado. El 24 de febrero de 2019, se confirmó que el programa se «estrenaría a finales de este año».
Antes de emitirse, la serie fue renovada para una segunda temporada de ocho episodios. y finalmente el 29 de junio de 2021 se anunciaría la producción de la tercera y última temporada la cual se estrenó el 5 de diciembre de 2022. Debido a que cada temporada adapta cada uno de los libros de la trilogía HBO indicó en 2022 que esta tercera temporada sería la última de la serie.

### Casting
El 8 de marzo de 2018, se anunció que Dafne Keen había firmado para protagonizar la serie para interpretar a Lyra con Tom Hooper como director. Lin-Manuel Miranda haría de a Lee Scoresby. El 8 de junio de 2018, se informó que James McAvoy, Clarke Peters y Ruth Wilson se habían unido al elenco. El 12 de septiembre de 2018, se anunció que HBO se embarcaría como coproductor y distribuidor internacional de la serie. El 10 de octubre de 2018, Miranda informó que había terminado de grabar las partes de su papel.
El 27 de julio de 2018, la BBC y Bad Wolf revelaron el reparto y el equipo de la serie.

### Música
El 14 de agosto de 2019, se anunció que se contrató a Lorne Balfe para componer la música de la serie. Hablando sobre su trabajo, Balfe declaró que "quería escribir una carta musical a los creadores del programa", y también mencionó que la serie era una "tarea gigantesca" y uno de sus proyectos más grandes hasta el momento. La composición se llevó a cabo principalmente en St David's Hall en Cardiff, Gales, con la Orquesta Nacional de Gales de la BBC, mientras que el coro de etnia búlgara se grabó en Bulgaria con sesiones remotas adicionales en el Synchron Scoring Stage en Viena, Austria, con la Synchron Stage Orchestra. También participan en las grabaciones la violonchelista Tina Guo, el baterista de Red Hot Chili Peppers Chad Smith, la trompetista clásica Sarah Willis, la violinista Lindsey Stirling y el sonidista Richard Harvey. Se lanzaron dos álbumes con la banda sonora de la serie: una antología musical con piezas temáticas y un álbum que contiene todas las pistas utilizadas en la serie. Silva Screen Records lanzó los álbumes digitalmente el 3 de noviembre de 2019 y el 20 de diciembre de 2019 respectivamente.
La música compuesta por Lorne Balfe fue nominada a dos premios: a Mejor partitura original para una serie de televisión en los premios de la Asociación Internacional de Críticos de Música de Cine (IFMCA) de 2020 y a Música - Tema de apertura original en los premios de la Royal Television Society de 2020.
Letra del tema principal de la serie (primera temporada)

Susurros immortales

Audiunt haruspices
Incipite parvuli
Incipite parvuli
Procedant menses magni

Incipite, incipite.

## Recepción
La primera temporada ha recibido críticas positivas de los críticos. En Rotten Tomatoes, tiene una calificación de aprobación del 80% basada en 96 revisiones, con una calificación promedio de 6.99/10. El consenso crítico del sitio web dice: «El daimonion está en los detalles y aunque el esplendor visual de His Dark Materials y las actuaciones excepcionales capturan hábilmente la esencia de las novelas seminales de Philip Pullman, podría utilizar un poco más de magia». En Metacritic, la temporada tiene una puntuación promedio 69 sobre 100, basada en revisiones de 22 críticos, lo que indica «críticas generalmente favorables».
La segunda temporada también ha recibido críticas positivas. En Rotten Tomatoes, tiene una calificación de aprobación del 81% basada en 27 revisiones, con una calificación promedio de 6.87/10. El consenso del sitio web dice: «Es poco probable que el frío núcleo emocional e imponente complejidad de La materia oscura le gane a los inconversos, pero su segunda temporada recompensa a los fieles con valores de producción impecables y emociones cerebrales». En Metacritic, tiene una puntuación de 71 sobre 100, basada en revisiones de cuatro críticos, que indican «críticas generalmente favorables».
La tercera temporada ha recibido críticas positivas. En Rotten Tomatoes, tiene una calificación de aprobación de la crítica del 90% (21 reseñas profesionales) y del 84% de la audiencia (225 usuarios), convirtiéndose en la temporada con mejor recepción en este medio. El consenso de la crítica dice: «Quizás en su temporada más conmovedora, la última entrega de His Dark Materials recompensa a sus espectadores con una conclusión desgarradora acorde con esta fiel adaptación». En Metacritic, la temporada tiene una puntuación promedio de 77 sobre 100, basada en revisiones de los críticos, lo que indica  «críticas generalmente favorables».

## Premios y nominaciones
| Año  | Premiaciones y festivales                | Categoría                                                                                            | Nominados | Resultado | Ref.   |
| ---- | ---------------------------------------- | --- | --- | --------- | ------ |
| 2019 | British Film Designers Guild Awards      | Diseño de producción - Drama de TV Internacional (miniseries y películas para la televisión).        | Joel Collins, Robyn Paiba, James North y Kate Beckly | Nominado  | [ 60 ] |
| 2019 | British Society of Cinematographers      | Mejor fotografía: Drama de Televisión                                                                | Suzie Lavelle | Nominado  | [ 61 ] |
| 2020 | Annie Awards                             | Logro destacado por la animación de personajes en una producción animada de televisión / transmisión | Aulo Licinio | Ganador   | [ 62 ] |
| 2020 | British Academy Television Awards        | Mejor diseño de vestuario                                                                            | Caroline McCall | Nominado  | [ 63 ] |
| 2020 | British Academy Television Awards        | Mejor fotografía e iluminación: Ficción                                                              | Suzie Lavelle | Nominado  | [ 63 ] |
| 2020 | British Academy Television Awards        | Mejor sonido: Ficción                                                                                | Dillon Bennett, Jon Thomas, Gareth Bull y James Ridgeway | Nominado  | [ 63 ] |
| 2020 | British Academy Television Awards        | Mejores efectos especiales, visuales y gráficos                                                      | Framestore, Painting Practice, Real SFX y Russel Dodgson | Ganador   | [ 63 ] |
| 2020 | British Academy Television Awards        | Identidad de títulos y gráficos                                                                      | Elastic y Painting Practice | Ganador   | [ 63 ] |
| 2020 | BAFTA Cymru Awards                       | Mejor actriz                                                                                         | Ruth Wilson | Ganador   | [ 64 ] |
| 2020 | BAFTA Cymru Awards                       | Mejor actriz                                                                                         | Dafne Keen | Nominado  | [ 64 ] |
| 2020 | BAFTA Cymru Awards                       | Mejor fotografía e iluminación: Ficción                                                              | David Higgs | Ganador   | [ 64 ] |
| 2020 | BAFTA Cymru Awards                       | Mejor edición: Ficción                                                                               | Niven Howie y Stephen Haren | Nominado  | [ 64 ] |
| 2020 | BAFTA Cymru Awards                       | Mejor maquillaje y peinado                                                                           | Pamela Haddock | Nominado  | [ 64 ] |
| 2020 | BAFTA Cymru Awards                       | Mejor diseño de producción                                                                           | Joel Collins | Nominado  | [ 64 ] |
| 2020 | BAFTA Cymru Awards                       | Mejor diseño de vestuario                                                                            | Caroline McCall | Nominado  | [ 64 ] |
| 2020 | BAFTA Cymru Awards                       | Mejor drama de televisión                                                                            | His Dark Materials | Nominado  | [ 64 ] |
| 2020 | BAFTA Cymru Awards                       | Mejor fotografía e iluminación: Ficción                                                              | Suzie Lavelle | Nominado  | [ 64 ] |
| 2020 | Satellite Awards                         | Mejor serie de televisión de género                                                                  | His Dark Materials | Nominado  | [ 65 ] |
| 2020 | Visual Effects Society Awards            | Efectos visuales sobresalientes en un episodio fotorrealista                                         | Russell Dodgson, James Whitlam, Shawn Hillier y Robert Harrington | Nominado  | [ 66 ] |
| 2020 | IFMCA                                    | Mejor partitura original para una serie de televisión                                                | Lorne Balfe | Nominado  | [ 51 ] |
| 2020 | Royal Television Society                 | Música - Tema de apertura original                                                                   | Lorne Balfe | Nominado  | [ 52 ] |
| 2020 | ASCAP Film and Television Music Awards   | Compositor para la televisión del año                                                                | Lorne Balfe | Nominado  | [ 67 ] |
| 2020 | British Society of Cinematographers      | GBCT Premio para operadores de cámara: Drama de Televisión                                           | James Layton y Matthew Poynter | Nominado  | [ 68 ] |
| 2020 | British Society of Cinematographers      | Premio para operadores de cámara: Drama de Televisión                                                | James Layton y Matthew Poynter | Nominado  | [ 68 ] |
| 2020 | Broadcasting Press Guild Awards          | Mejor escritor                                                                                       | Jack Thorne | Nominado  | [ 69 ] |
| 2020 | AMPS TV Award                            | Excelencia en sonido para televisión: Drama                                                          | Dillon Bennett, Gareth Bull, Jon Thomas y Jeff Welch | Nominado  | [ 70 ] |
| 2020 | OFTA Television Award                    | Mejor tema original para una serie                                                                   | His Dark Materials | Nominado  | [ 71 ] |
| 2020 | Prémios Fantastic                        | Mejor serie o miniserie Internacional en Streaming                                                   | His Dark Materials | Nominado  | [ 72 ] |
| 2020 | RTS Craft & Design Award                 | Diseño de títulos                                                                                    | His Dark Materials | Ganador   | [ 73 ] |
| 2020 | RTS Craft & Design Award                 | Diseño de producción: Drama                                                                          | Joel Collins | Ganador   | [ 73 ] |
| 2020 | RTS Craft & Design Award                 | Efectos                                                                                              | Russell Dodgson, Daniel May y Danny Hargreaves | Ganador   | [ 73 ] |
| 2020 | RTS Craft & Design Award                 | Música - Tema de apertura original                                                                   | Lorne Balfe | Nominado  | [ 73 ] |
| 2020 | RTS Television Award                     | Efectos                                                                                              | Russell Dodgson, Daniel May y Danny Hargreaves | Ganador   | [ 73 ] |
| 2020 | SXSW Film Festival                       | Excelencia en diseño de títulos                                                                      | Clarissa Donlevy | Nominado  | [ 74 ] |
| 2020 | Visual Effects Society Awards            | Efectos visuales sobresalientes en un episodio fotorrealista                                         | Russell Dodgson, James Whitlam, Shawn Hillier y Robert Harrington | Nominado  | [ 75 ] |
| 2021 | British Academy Television Awards        | Mejor sonido: Ficción                                                                                | Jon Thomas, Gareth Bull, James Ridgway, Dillon Bennett y Eilam Hoffman | Ganador   |        |
| 2021 | British Academy Television Awards        | Mejor diseño de producción                                                                           | Joel Collins | Nominado  |        |
| 2021 | British Academy Television Awards        | Mejores efectos especiales, visuales y gráficos                                                      | Russell Dodgson, James Whitlam, Jean-Clement Soret, Robert Harrington, Dan May y Brian Fisher | Ganador   |        |
| 2021 | BAFTA Cymru Awards                       | Mejor diseño de vestuario                                                                            | Caroline McCall | Ganador   | [ 76 ] |
| 2021 | BAFTA Cymru Awards                       | Mejor edición                                                                                        | Sara Jones | Nominado  | [ 76 ] |
| 2021 | BAFTA Cymru Awards                       | Mejor sonido                                                                                         | Grace Averbuch, Dillon Bennett, Eilam Hoffman, Matt Waites, Gareth Bull, James Ridgway, Will Stanton, Jon Thomas, Stevie Haywood, Adam Horley, Linda Forsén, James Taylor-Beeson, James Drake y Adele Fletcher | Nominado  | [ 76 ] |
| 2021 | Satellite Awards                         | Mejor serie de televisión de género                                                                  | His Dark Materials | Nominado  | [ 77 ] |
| 2021 | Saturn Awards                            | Mejor presentación de televisión (menos de 10 episodios)                                             | His Dark Materials | Nominado  | [ 78 ] |
| 2021 | Irish Film and Television Awards         | Mejor actor de reparto: Drama                                                                        | Andrew Scott | Nominado  | [ 79 ] |
| 2021 | ASCAP                                    | Compositor para la televisión del año                                                                | Lorne Balfe | Nominado  | [ 80 ] |
| 2021 | ASCAP                                    | Tema para la televisión del año                                                                      | Lorne Balfe | Nominado  | [ 80 ] |
| 2021 | IFMCA                                    | Mejor partitura original para una serie de televisión                                                | Lorne Balfe | Nominado  | [ 81 ] |
| 2021 | OFTA Television Award                    | Mejor mezcla de sonido en una serie                                                                  | His Dark Materials | Nominado  | [ 82 ] |
| 2021 | RTS Craft & Design Award                 | Diseño de vestuario: Drama                                                                           | Caroline McCall | Nominado  | [ 83 ] |
| 2021 | RTS Craft & Design Award                 | Efectos                                                                                              | His Dark Materials | Nominado  | [ 83 ] |
| 2021 | RTS Craft & Design Award                 | Diseño de maquillaje: Drama                                                                          | Jacqueline Fowler | Nominado  | [ 83 ] |
| 2021 | RTS Craft & Design Award                 | Diseño de producción: Drama                                                                          | Joel Collins | Nominado  | [ 83 ] |
| 2021 | The Webby Awards                         | Video - Medios y entretenimiento (de marca)                                                          | Home Box Office (HBO) | Nominado  | [ 84 ] |
| 2021 | Young Entertainer Awards                 | Mejor actor de reparto juvenil: Serie de Televisión                                                  | Kit Connor | Nominado  | [ 85 ] |
| 2022 | RTS North East & Border Television Award | Excelencia profesional: Edición                                                                      | David Fisher | Ganador   | [ 86 ] |